# Furkapass
Der Furkapass ist ein 2429 m ü. M. hoher Schweizer Strassenpass in den Alpen. Er verbindet das Urserental (das obere Tal der Reuss) im Kanton Uri mit dem Bezirk Goms im Kanton Wallis. Auf ihm verläuft die Europäische Wasserscheide zwischen Mittelmeer und Nordsee.
Der Name stammt vom lateinischen furca, womit eine zweizinkige Gabel bezeichnet wurde.

## Verkehr

### Strasse
Die Passstrasse ist Teil der Hauptstrasse 19. Im westlichen Talort Gletsch zweigt die Strasse zum Grimselpass ab.
Der Furkapass liegt auf der Rhone-Route (Andermatt - Genf), der nationalen Veloroute 1 der Schweiz.
Auf 2272 m ü. M. findet sich auf der Westseite des Passes das etwa 1882 erbaute Hotel Belvédère (seit 2015 geschlossen), von dem man Zugang zum Ende des Rhonegletschers hat.

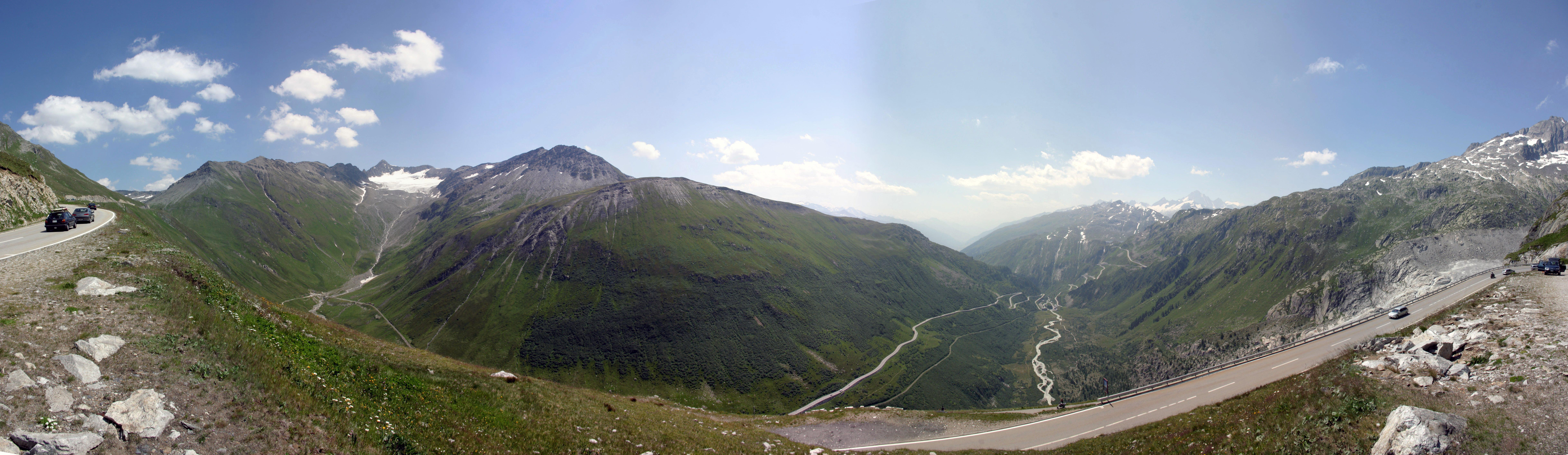
Panorama Furka: Blick ins Rhonetal kurz vor der Passhöhe

### Eisenbahn
Bis 1981 überwand die Furka-Oberalp-Bahn den Furkapass auf einer nicht wintersicheren Zahnradstrecke und im 1925 fertiggestellten Furka-Scheiteltunnel. Dieser ist mit 2160 m ü. M. der höchste Alpendurchstich der Schweiz.
Mit der Eröffnung des Furka-Basistunnels wurde die Bergstrecke stillgelegt. Der Rückbau der Strecke konnte jedoch von Eisenbahnfreunden verhindert werden. Ab 1992 betrieb die Dampfbahn Furka-Bergstrecke AG auf Teilen der Bergstrecke eine Museumsbahn. Am 12. August 2010 wurde die gesamte Strecke wiedereröffnet.
Ganzjährig wird zwischen Realp und Oberwald VS ein Autoverlad durch den Eisenbahn-Basistunnel angeboten.

## Höhe
Auf der Karte der Schweizer Landestopographie beträgt die Passhöhe 2429 m ü. M., auf dem Hinweisschild vor Ort (Passhöhe) ist allerdings noch 2436 m ü. M. angegeben, wie es auf der alten Siegfriedkarte verzeichnet war.

## Geschichte

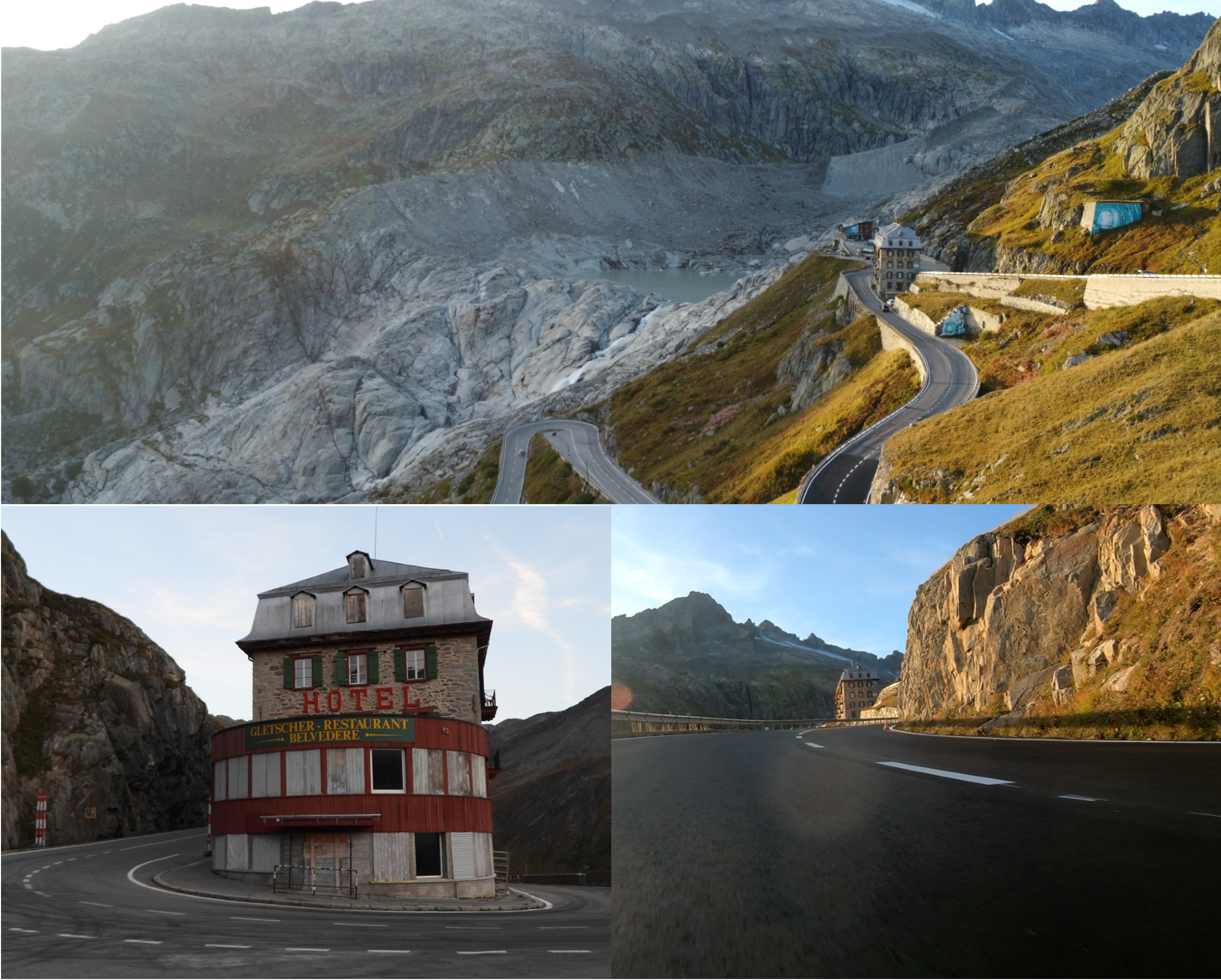
Impression des Passes am Abend.

Postkutsche beim Hospiz (um 1900)

Der Pass wurde schon zur Römerzeit begangen. Auch später bestand ein Saumweg, über den ab dem 13. Jahrhundert immer mehr Waren transportiert wurden wie Salz, Wein, Felle und Getreide; Gommer hatten auch Alpen im Urserntal. Anfang des 19. Jahrhunderts reichte der Rhonegletscher noch bis nach Gletsch hinunter.
In den Jahren 1864 bis 1866 wurde die fast 40 Kilometer lange Strasse mit einer Breite von mindestens 4,20 Meter von Hospental nach Oberwald erbaut. Der Bund kam aus militärischen Überlegungen für zwei Drittel der Kosten auf. Für den Bau war, wie auch bei der Axenstrasse und dem Oberalppass, der Genfer Offizier und Mathematiker Jean-Louis Aubert verantwortlich. Auf der neuen Strasse verkehrte eine Pferdepost, bis 1921 das erste Postauto über den Pass fuhr. 1911 wurde mit dem Bau der Furka-Eisenbahn begonnen, die 1925 eröffnet wurde, aber nur während weniger Monate im Sommer befahren werden konnte. 1982 wurde der wintersichere Furka-Basistunnel in Betrieb genommen.
1964 wurden auf dem Furkapass einige Filmszenen des James-Bond-Films Goldfinger mit Sean Connery und Gert Fröbe gedreht. Die Szenen in der Schweiz gelten heute als Klassiker der Bond-Geschichte und wurden auch in späteren Filmen zitiert; so beispielsweise die Szene über Monaco in GoldenEye.

## Radsport
Der Furkapass wurde mehrfach im Rahmen der Tour de Suisse überquert.
Im Ultracycling war der Furkapass 2016 Checkpoint des Transcontinental Race und 2018 des Three Peaks Bike Race.